# Klemens Borys
Klemens Borys (ur. 20 listopada 1874 w Wesołej, zm. 7 października 1928) – polski polityk, działacz związkowy, jeden z liderów Polskiej Partii Socjalistycznej na Górnym Śląsku w latach 1898–1924, działacz Centrali Zjednoczenia Zawodowego Polskiego w latach 1920–1925, członek 7-osobowego Komitetu Wykonawczego, sprawującego nadzór nad III powstaniem w 1921, członek Tymczasowej Śląskiej Rady Wojewódzkiej w 1922, działacz Związku Obrony Górnoślązaków w latach 1925–1928, poseł na Sejm Śląski I kadencji w II RP.

## Życiorys
Od ukończenia szkoły ludowej do 1919 pracował on w górnictwie. W międzyczasie w 1898 wstąpił do Polskiej Partii Socjalistycznej. Wkrótce został jednym z jej górnośląskich liderów, uczestnicząc w kolejnych (IV i V) zjazdach PPS odbytych w Berlinie. Był pomysłodawcą i współtwórcą koncepcji powołania do życia polskich związków zawodowych, by w latach 1920–1925 zasiąść we władzach Centrali Zjednoczenia Zawodowego Polskiego. Podczas kampanii plebiscytowej organizował wiece polskiego komisarza Wojciecha Korfantego. W czasie III powstania śląskiego zasiadał w jego politycznym nadzorze, podlegającym bezpośrednio dyktatorowi Korfantemu, czyli Komitecie Wykonawczym w skład którego wchodzili również: Józef Rymer, Józef Biniszkiewicz, Franciszek Roguszczak, Michał Grajek, Adam Wojciechowski i Józef Grzegorzek. Gdy Wojciech Korfanty w Warszawie skarżył się polskiemu rządowi, że na łonie Komitetu Wykonawczego pojawiają się „tendencje do ogłoszenia suwerennego państwa śląskiego”, miał na myśli postawę m.in. Klemensa Borysa. Bezpośrednio po podziale Górnego Śląska, Klemens Borys był członkiem Tymczasowej Śląskiej Rady Wojewódzkiej. W 1922 został wybrany posłem Sejmu Śląskiego z ramienia PPS. W październiku 1924, sprzeciwiając się polityce polonizacyjnej, poróżnił się z liderem PPS Biniszkiewiczem i wystąpił z klubu parlamentarnego tej partii, by w połowie 1925 wraz z innym posłem Sejmu Ślaskiego Józefem Wiechułą, zasilić powstający Związek Obrony Górnoślązaków Jana Kustosa, opowiadający się za uznaniem Ślązaków za odrębną narodowość, za co obaj zostali ostatecznie wykluczeni z PPS.